# Felix Limo
Felix Limo (Kenia, 22 de agosto de 1980) es un deportista keniano retirado, especializado en carreras de fondo. Ganó importantes maratones como la maratón de Berlín en 2004 con un tiempo de 2:06:44, la de Chicago al año siguiente en un tiempo de 2:07:02, o la de Londres en 2006 en un tiempo de 2:06:39.